# أولتينيا
أولتينيا هي إحدى أقاليم رومانيا تقع في الجنوب الغربي، تتكون من عدة مقاطعات هي : دولج , مقاطعة غورج , ميهيدنتسي، فالسيا , أولت ومن أشهر مدنها كرايوفا حوالي 302601 نسمة، فيلتشيا 107656 نسمة .

أولتينيا

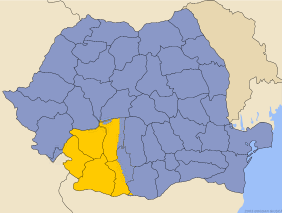
أولتينيا

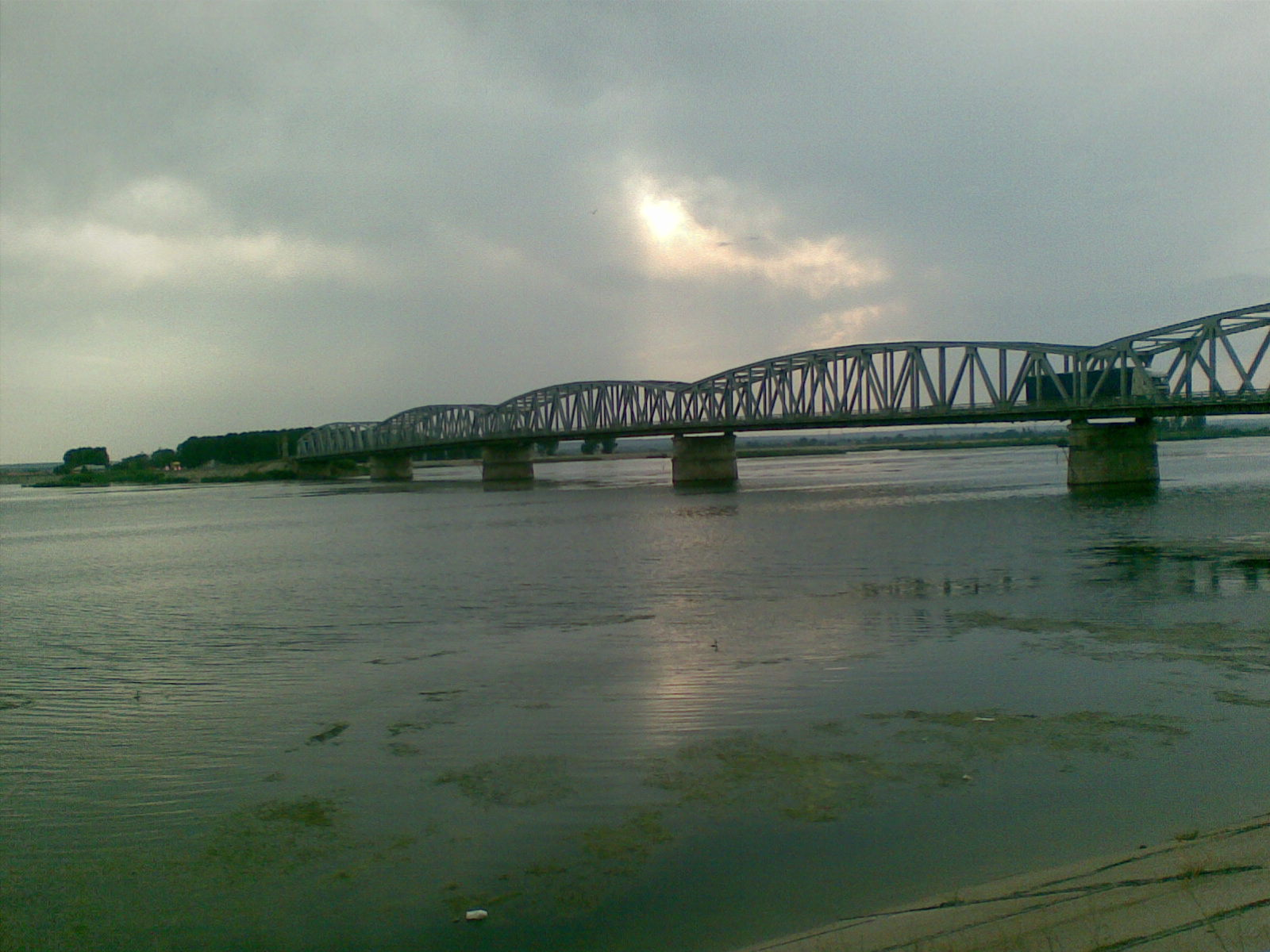
نهر أولت